# 발출론
발출론(發出論, Emanationism) 또는 유출설(流出說)은 샘에서 물이 흘러나오듯이 세계의 본원이 세계와 만물을 구성하는 에너지와 질료를 정묘한 상태에서 거친 상태로 계층적 또는 단계적으로 발출 또는 유출시켜 물질 우주의 세계와 만물을 현현시키고 성립시키며, 또한 이렇게 성립된 정묘한 상태로부터 거친 상태로의 계층적 · 단계적 구조와 질서를 통해 우주 전체를 운행한다는 이론 또는 교의이다. 영(스피릿) 또는 정신을 본원으로 하는 유심론(관념론)의 세계관으로 물질 세계의 현실의 존재를 설명하는 이론 또는 주장이다.
발출론의 세계관, 우주론 혹은 우주발생론을 가진 대표적인 경우로는 힌두 철학의 삼키아 학파 · 피타고라스 학파 · 신피타고라스 학파 · 나스티시즘 · 신플라톤주의 · 헤르메스주의 · 카발라 · 수피즘 · 장미십자회(밀교적 기독교) · 신지학 등이 있다.

## 용어
유출설(流出說)이라는 낱말에는 의지적으로 유출시킨다는 의미도 들어있지만, 세계의 본원이 가진 에너지와 질료가 흘러넘쳐서 만물이 성립되었다고 해석할 여지가 있다. 이에 비해 발출론(發出論)이라는 낱말은 세계의 본원이 의지적으로 에너지와 질료를 내보내어 세계와 만물을 성립시킨다는 의미가 유출설이라는 낱말보다는 더 뚜렷하다.

## 같이 보기
- 관념론
- 모나드
- 플라톤주의
- 원효의 일심 사상
- 밀교 (불교)의 만다라
- 가이론 보관됨 2022-08-08 - 웨이백 머신

## 참고 문헌
- 이 문서에는 다음커뮤니케이션(현 카카오)에서 GFDL 또는 CC-SA 라이선스로 배포한 글로벌 세계대백과사전의 내용을 기초로 작성된 글이 포함되어 있습니다.